# Tim Bowens
Timothy L. Bowens (Okolona, 7 febbraio 1973) è un ex giocatore di football americano statunitense che ha giocato nel ruolo di defensive tackle nella National Football League. Fu scelto come 20º assoluto nel Draft NFL 1994 dai Miami Dolphins. Al college ha giocato a football alla Università del Mississippi.

## Carriera professionistica
Bowens fu scelto nel primo giro del Draft 1994 dai Miami Dolphins che furono inizialmente criticati per la selezione poiché era in sovrappeso e aveva giocato solo nove partite nel college football a Mississippi. Bowens rispose però giocando nella sua prima stagione tutte le 16 partite (15 come titolare) venendo premiato come rookie difensivo dell'anno dall'Associated Press. Rimase per tutta la carriera a Miami, venendo convocato per due Pro Bowl, nel 1998 e nel 2002. Si ritirò dopo la stagione 2004 a causa degli infortuni subiti alla schiena.

## Palmarès
- Convocazioni al Pro Bowl: 2

1998, 2002
- Rookie difensivo dell'anno - 1994
- PFWA All-Rookie Team - 1994

## Statistiche
| Tackle     | 407  |
| Sack       | 22,0 |
| Intercetti | 1    |